# Kira (vestimenta)

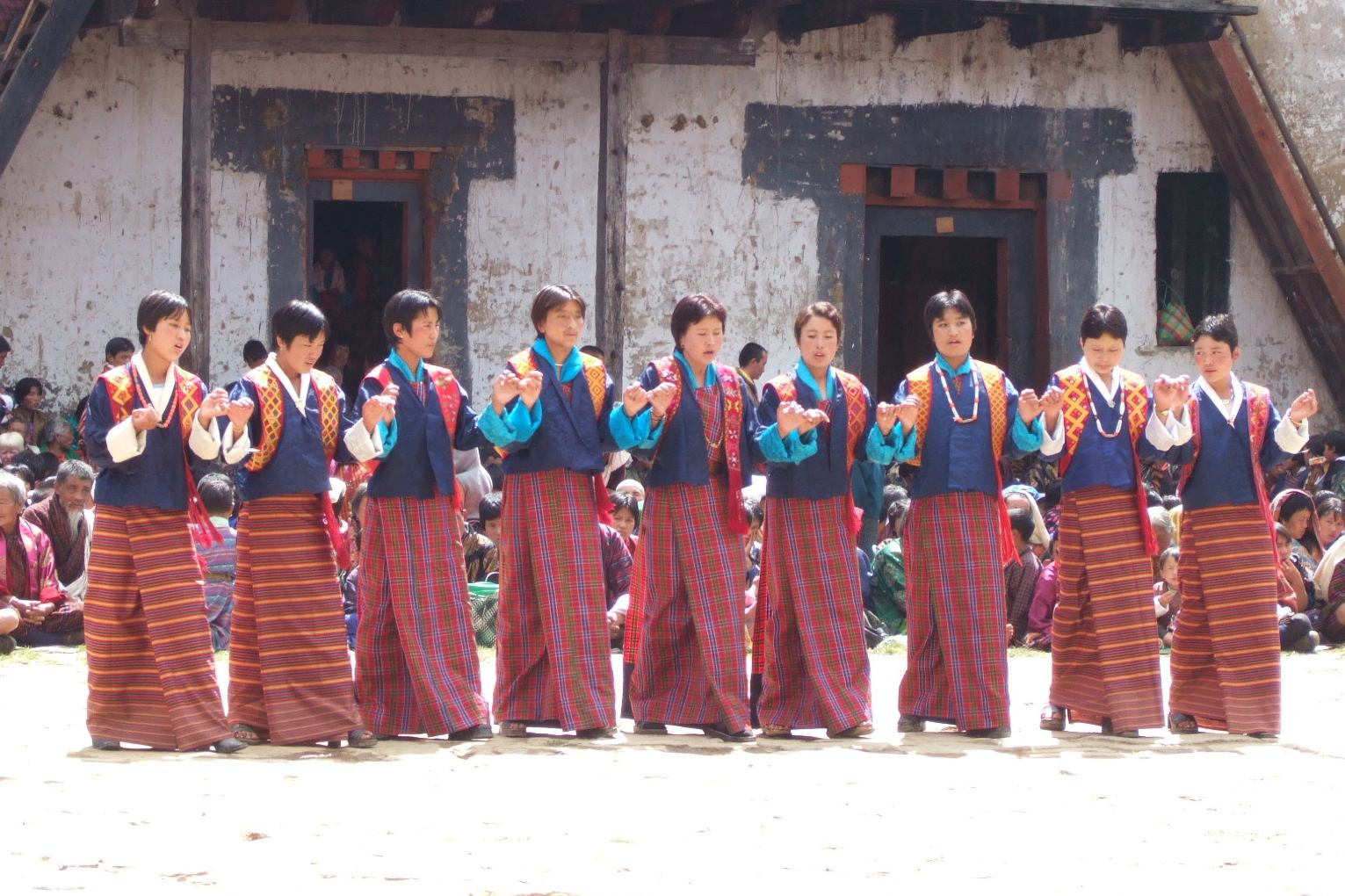
Mulheres butanesas usando kira e toego

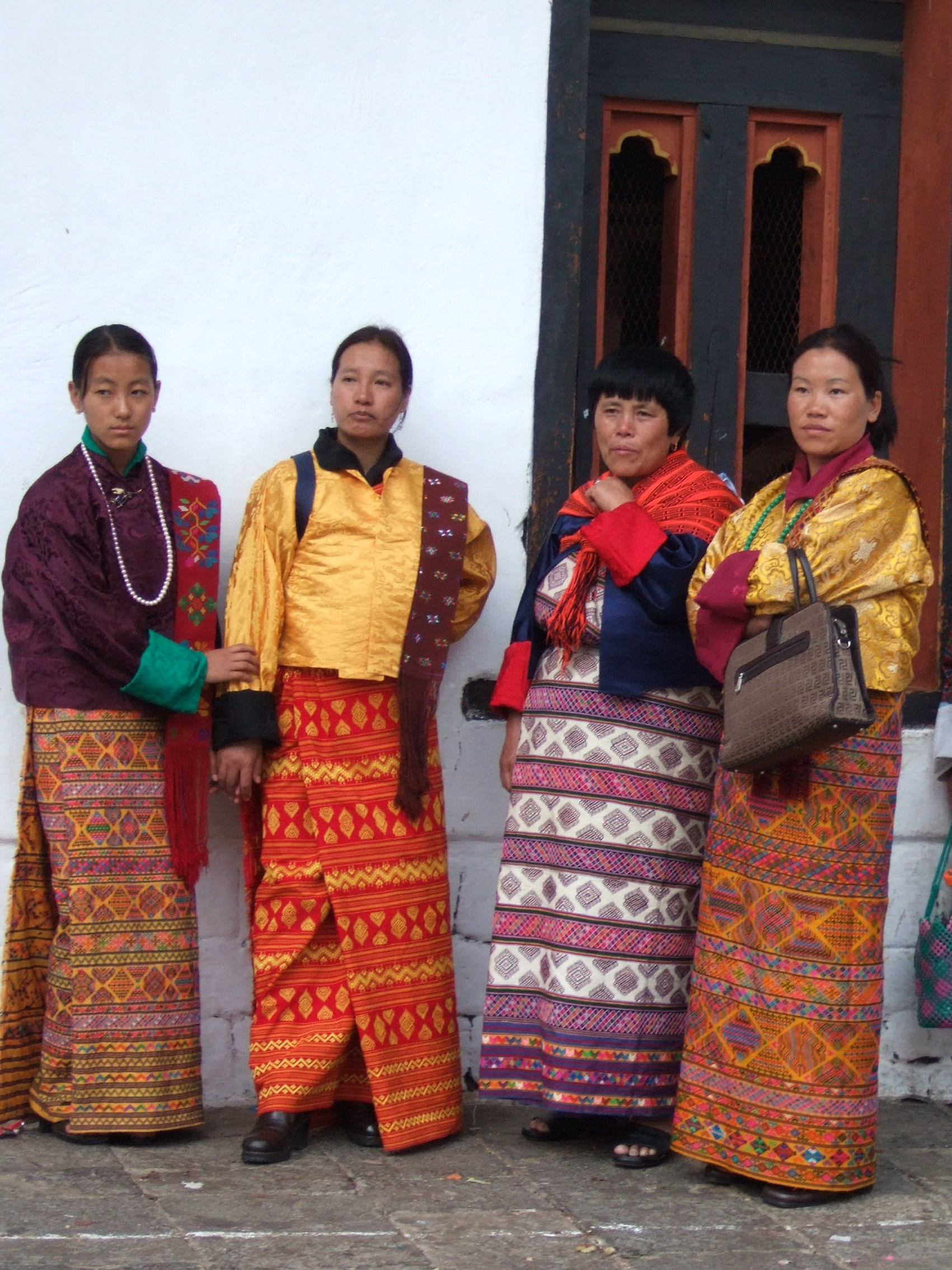
Mulheres butanesas trajando kiras

The kira (Dzongkha: དཀྱི་ར་, དཀྱིས་རས་; Wylie: dkyi-ra, dkyis-ras) é a vestimenta nacional para as mulheres no Butão. É um vestido que vai até os tornozelos e que consiste numa peça retangular de tecido. Este é enrolado e dobrado em volta do corpo e fixado por alfinetes ou pregadeiras de prata nos dois ombros e presos à cintura com um longo cinto. Normalmente, usa-se a kira com um wonju (blusa de mangas longas) por dentro e com um casaco curto chamado toego (Dzongkha: སྟོད་གོ་; Wylie: stod-go) por fora.
Um rachu é usado sobre a kira.